# Erika Ober
Erika Ober (Sarrebruck, 30 octobre 1950) est une femme politique allemande. Elle est membre du Parti social-démocrate d'Allemagne.